# Llay-Llay

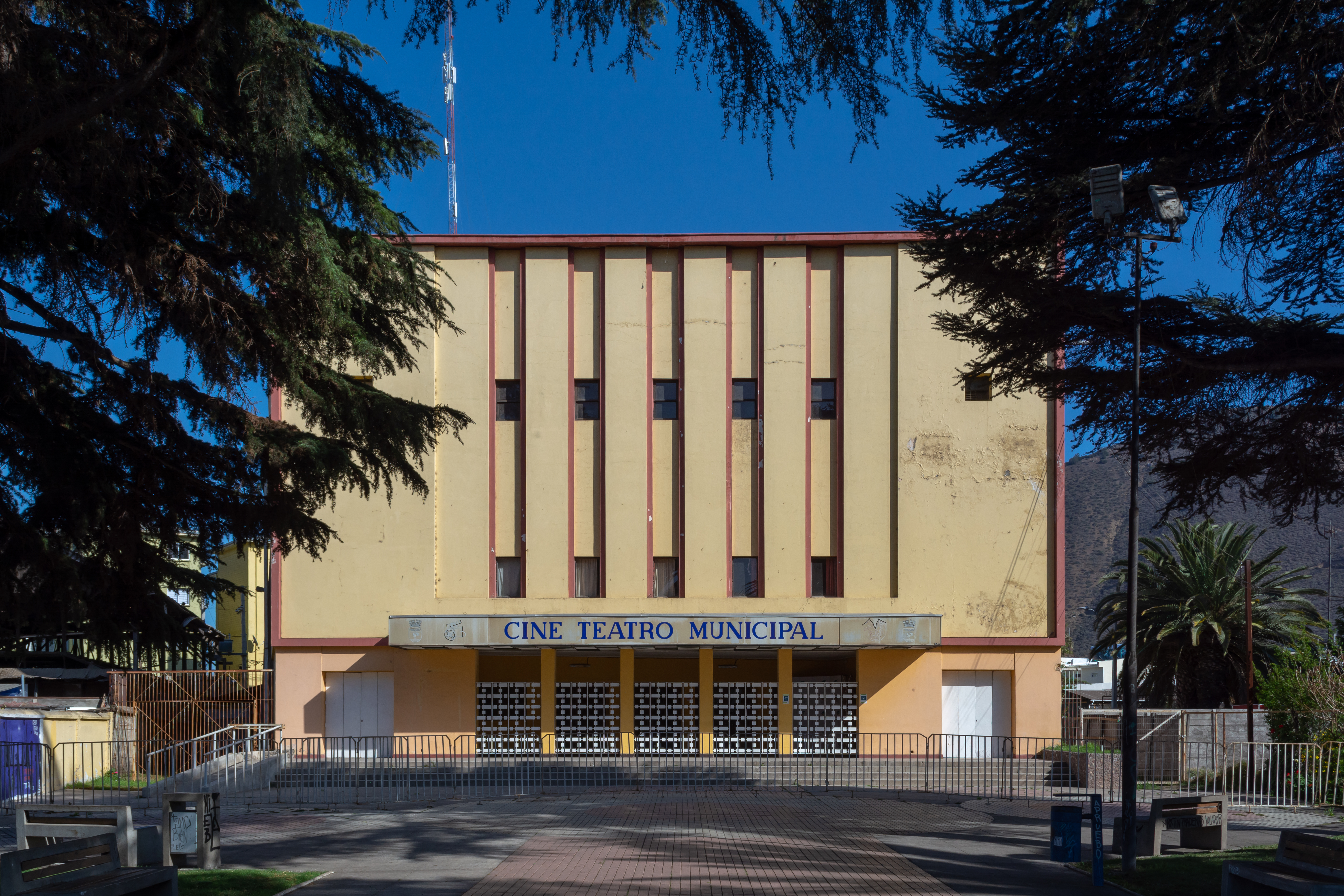
Cine Teatro Municipal.

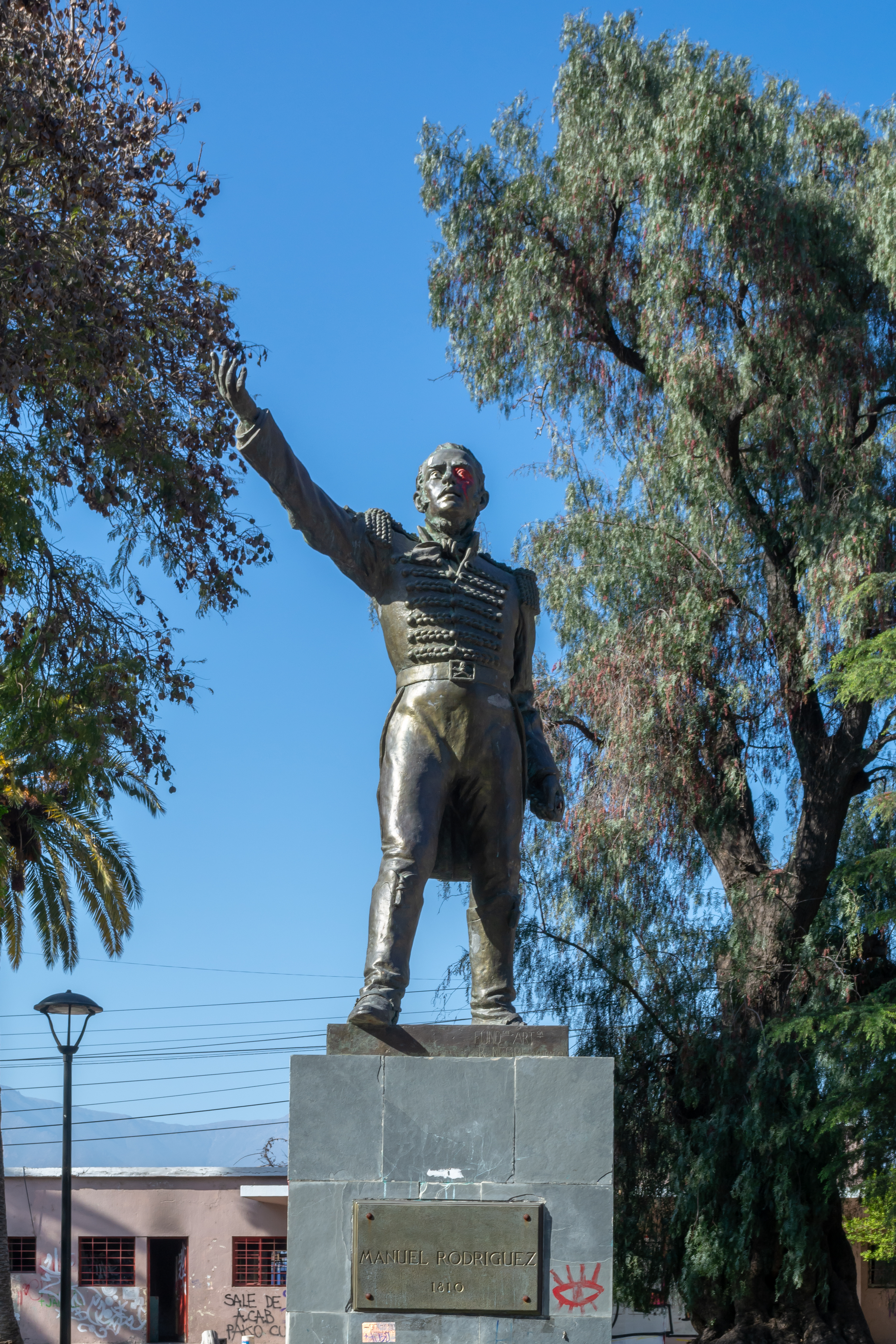
Estatua de Manuel Rodríguez en la plaza del mismo nombre.

Llay-Llay es una comuna y ciudad perteneciente a la provincia de San Felipe de Aconcagua, en la región de Valparaíso, en la zona central de Chile. Se encuentra a 94 km de Valparaíso y, a 87 kilómetros al norte de Santiago.

## Toponimia
El nombre de la comuna proviene del mapudungun llayllay, y significa “brisa suave”. Al respecto, Benjamín Vicuña Mackenna escribió:

En cuanto a Llay-Llay, unos dicen que significa viento, viento, y otros que es palabra quichua que imite el zumbido del zancudo. De lo uno y de lo otro puede ser a nuestro juicio, porque viento y zancudos no han faltado en Llay-Llay.
Benjamín Vicuña Mackenna, De Valparaíso a Santiago, a través de los Andes (1940) 

## Historia
Llay-Llay tiene su origen en la propiedad de Josefa Vargas Ponce y de su marido Juan Arcaya en el siglo XVIII, que fue vendida en 63 pesos y tres reales a Alonso Prado Covarrubias (1754) a título de encomendador de Llay-Llay. En los primeros años de la lucha por la independencia, pertenecía a su hija o nieta, quien se casó con el feudatorio de Ocoa,  Morandé Echeverría. Este dividió el pueblo en siete hijuelas: en el centro la hacienda Ucuquer y el potrero El Pajonal, luego las hijuelas Los Loros, donde pasó su vejez el Coronel Luis Pereira, último pilar del gobierno de Bernardo O'Higgins; Las Masas, por donde se asciende a los montes de El Tabón; Las Palmas, puntilla de Los Corrales y las hileras de álamos; Santa Teresa, de suelos pedregosos y muy vegosos; Morandé y Vichiculén a los pies del cerro El Roble. Esta hacienda era la más hermosa, retiro silencioso del ministro de hacienda Manuel Rengifo, después de su caída.
En 1860, la calle principal de la aldea de Llay-Llay era la del "comercio", que desembocaba en un inmenso totoral (donde actualmente se ubica la plaza Manuel Rodríguez) y la estación ferroviaria. Llay-Llay hizo noticia el 14 de septiembre de 1863, cuando se inauguró oficialmente la línea del ferrocarril entre Santiago y Valparaíso, acto que contó con la presencia del presidente José Joaquín Pérez; el acontecimiento se celebró con un gran banquete en el pueblo. El 6 de abril de 1875 por Decreto Supremo de Federico Errázuriz Zañartu se le otorga el título de Villa y nace como comuna gracias tanto a la estación como a tres hornos de fundición de cobre que allí existieron.
A comienzos del siglo XX, un grupo de inmigrantes armenios se asentaron en la localidad como refugiados que lograron escapar del genocidio armenio. En el mes de diciembre de 1925, la comuna de Llay-Llay pasó a integrar el Departamento de Quillota y quedó dividida en cuatro distritos. Desde enero de 1976, de acuerdo a la regionalización administrativa del país, forma parte de la provincia de San Felipe de Aconcagua.
Francisco Astaburoaga en 1899 en su Diccionario Geográfico de la República de Chile: 391  escribió sobre el lugar:

Llallay.-—Villa del departamento de Quillota situada por los 32° 50' Lat. y 70° 59' Lon. con una estación en su costado occidental del ferrocarril entre Santiago y Valparaíso, distante de una y otra ciudad 92 kilómetros, y 37 hacia el E. de su capital. Su asiento yace en una planicie de la parte oriental de un cultivado valle, por cuyo lado norte corre próximo el río Aconcagua, ciñéndolo por el SE. al SO. alturas de serranía; y se halla á 384 metros sobre el nivel del Pacífico. Su población se divide en cuatro calles principales y otras más cortas que las cruzan, y cuenta con 2,431 habitantes, conteniendo una iglesia construída en 1864, oficinas de registro civil, de correo y telégrafo, tres escuelas gratuitas, establecimientos de fundición de minerales, &c. Ha obtenido el título de villa por decreto de 6 de abril de 1875. Proviene el nombre de duplicación de llagh, pedazos ó mitades.

El geógrafo Luis Risopatrón describe a Llay-Llay como una ‘villa’ en su libro Diccionario Jeográfico de Chile en el año 1924:: 487 

Llaillai (Villa) 32° 50' 70° 59'. Está dividida en cuatro calles principales i otras mas cortas qué las cruzan, cuenta con servicio de correos, telégrafos, rejistro civil, escuelas públicas i estación de ferrocarril i se encuentra a 385 m de altitud, en una planicie de la parte E de un cultivado valle, a 26 kilómetros hácia el E del pueblo de La Calera; hubo en ella tres hornos de fundición de cobre i se le concedió el título de villa por decreto de 6 de abril de 1875. En un año de observaciones se ha rejistrado 677 mm de agua caida.

## Geografía

### Geomorfología
La comuna de Llay-Llay se encuentra emplazada en las unidades geomorfológicas de Cuencas transicionales semiáridas y Cordillera de la costa; su territorio está asentado en la ribera sur del río Aconcagua, a la entrada del valle del mismo nombre; la localidad fue edificada en los terrenos y pertenencias de la antigua hacienda Ucuquer.
La comuna de Llay-Llay tiene una ubicación geográfica de 32°50′ Lat S y de 70°59′ Long O, constituye el límite poniente de la provincia de San Felipe y es la puerta de comunicación de ésta con el valle central de la región de Valparaíso. El área queda delimitada casi en su totalidad por cadenas de cerros que varían de 100 a 1600 m s. n. m. Deslinda al poniente con las comunas La Calera, Hijuelas y Nogales; al oriente con Putaendo, San Felipe y Rinconada; al norte con la comuna de Cabildo, Catemu-Panquehue y al sur con el límite de la provincia de Tiltil. 

### Clima
presenta según la clasificación climática de Köppen clima mediterráneo de lluvia invernal (Csb), clima mediterráneo de lluvia invernal de altura (Csb (h)) y clima semiárido de lluvia invernal (BSk (s)), en los que se marcan las cuatro estaciones del año, con altas temperaturas en verano y bajas en invierno. El récord de temperatura, ocurrió el 26 de enero de 2019, alcanzando los termómetros a marcar inusuales 46 grados Celsius, temperatura que para el común de los habitantes de la zona central, es considerada como "infernal".
Su precipitación promedio anual es de 364,5 mm (en épocas normales), siendo julio el mes más lluvioso. El clima es favorable para las actividades turísticas y para la agricultura, especialmente para el cultivo de hortalizas de exportación.

### Hidrografía
Esta además se halla entre las cuencas hidrográficas de río Aconcagua y río Maipo. Además, la comuna posee diversos cuerpos de agua, entre los que se destacan el río Aconcagua.
En relación con las posibilidades de riego, la hidrografía comunal está conformada por el río Aconcagua que la cruza en el sector norponiente, el estero Los Loros y otros esteros menores, a los cuales se asocia una red de canales primarios y secundarios, que alimentan la actividad agrícola local de manera suficiente en una situación climática normal, y que son extremadamente relevantes en la conformación del paisaje local.

## Medio ambiente

Trazado simplificado de los ecosistemas y cuerpos de agua presentes en la comuna de Llay-Llay.

### Componentes bióticos
Dentro del territorio de la comuna se pueden hallar los siguientes ecosistemas:
- Bosque caducifolio mediterráneo costero donde predominan Nothofagus macrocarpa y Ribes punctatum (Vulnerable)
- Bosque esclerófilo mediterráneo andino donde predominan Quillaja saponaria y Lithrea caustica (Vulnerable)
- Bosque esclerófilo mediterráneo costero donde predominan Lithrea caustica y Cryptocarya alba (Casi amenazado)
- Bosque espinoso mediterráneo interior donde predominan Acacia caven y Prosopis chilensis (Vulnerable)
- Matorral arborescente esclerófilo mediterráneo interior donde predominan Quillaja saponaria y Porlieria chilensis (Preocupación menor)
- Matorral bajo mediterráneo costero donde predominan Chuquiraga oppositifolia y Mulinum spinosum (Vulnerable)
- Matorral espinoso mediterráneo interior donde predominan Trevoa quinquinervia y Colliguaja odorifera (Preocupación menor)

### Medidas de protección ambiental y conflictos socioambientales
Hasta 2022, la comuna de Llay-Llay cuenta con las siguientes zonas que poseen algún nivel de protección ambiental:
- Chacabuco - Peldehue (Sitios ERB)[17]
- El Roble (Sitios Ley 19.300)[18]
- La Campana - Peñuelas (Reserva Biósfera)[19]
- Parque Nacional La Campana (parque nacional)
- Reserva Ecológica Oasis de la Campana (Iniciativa de Conservación Privada)[20]
- río Aconcagua (Sitios ERB)[21]
- Santuario de la Naturaleza el Roble (Asociación de comuneros de Caleu) (Iniciativa de Conservación Privada)[22]
- Santuario de la Naturaleza Sector del Cerro El Roble (Santuario de la Naturaleza)[23]
- Zona Media Superior Aconcagua (Sitios ERB)[24]

## Demografía
Tiene 349 km², siendo su área urbana de 2,88 km² y su área rural de 346,12 km². Según el nuevo plano regulador comunal estableció dentro del límite urbano una zona de 200 ha destinadas al uso industrial. La superficie de Llay-Llay equivale al 2,8% de la superficie de la Región de Valparaíso y al 0,05% de la superficie del país.

## Administración

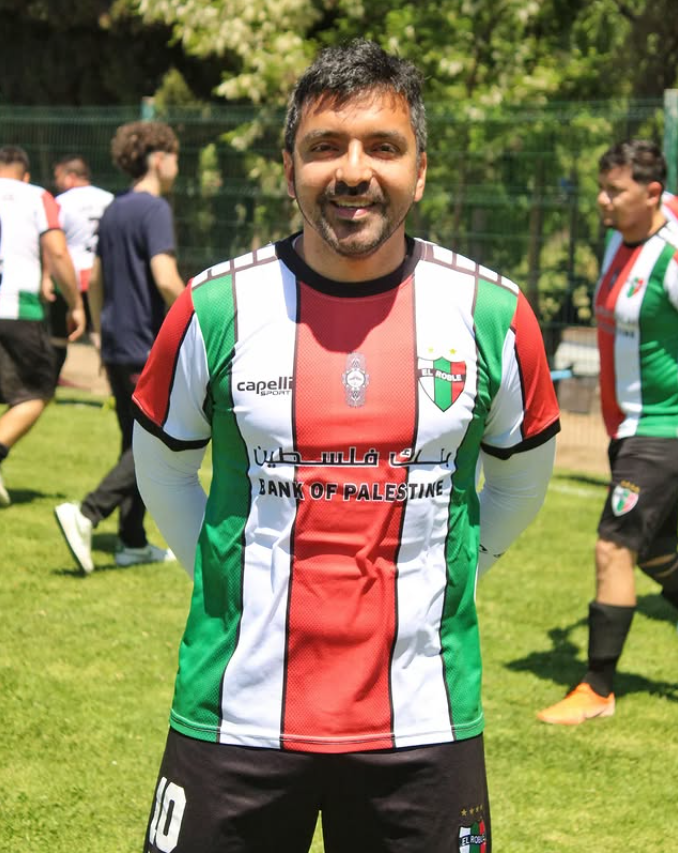
Alcalde Edgardo González Arancibia

### Municipalidad
La Municipalidad de Llay-Llay la encabeza el alcalde Edgardo González Arancibia (PDC), asesorado por los concejales:
- Pamela Arévalo Langenbach (Ind./RN)
- Matías Barrera Reyes (PS)
- José Gárate Barrera (Ind./PDC)
- Solange Pizarro Sorricueta (PRCH)
- Maritza Varas Torres (PCCh)
- Alfonso Reyes Olivares (Ind./PR)

### Representación parlamentaria
A nivel parlamentario, la comuna pertenece al Distrito Electoral n.º 6 y a la VI Circunscripción Senatorial (Región de Valparaíso). Es representada en la Cámara de Diputados y Diputadas del Congreso Nacional por los diputados Diego Ibáñez (FA), Francisca Bello (FA), Nelson Venegas (PS), Carolina Marzán (PPD), Andrés Longton (RN), Camila Flores (RN), Chiara Barchiesi (PRCh) y Gaspar Rivas (Ind.) en el periodo 2022-2026. A su vez es representada en el Senado de Chile por los senadores Francisco Chahuán (RN), Kenneth Pugh (RN), Ricardo Lagos Weber (PPD), Isabel Allende (PS) y Juan Ignacio Latorre (FA).

## Economía
En 2018, la cantidad de empresas registradas en Llaillay ante el Servicio de Impuestos Internos fue de 348. El Índice de Complejidad Económica (ECI) en el mismo año fue de -0,17, mientras que las actividades económicas con mayor índice de Ventaja Comparativa Revelada (RCA) fueron Cultivo de otros Tubérculos (974,86), Cultivo de Avena (593,19) y Producción en Viveros, excepto Especies Forestales (115,43).

## Transporte

### Vías de acceso

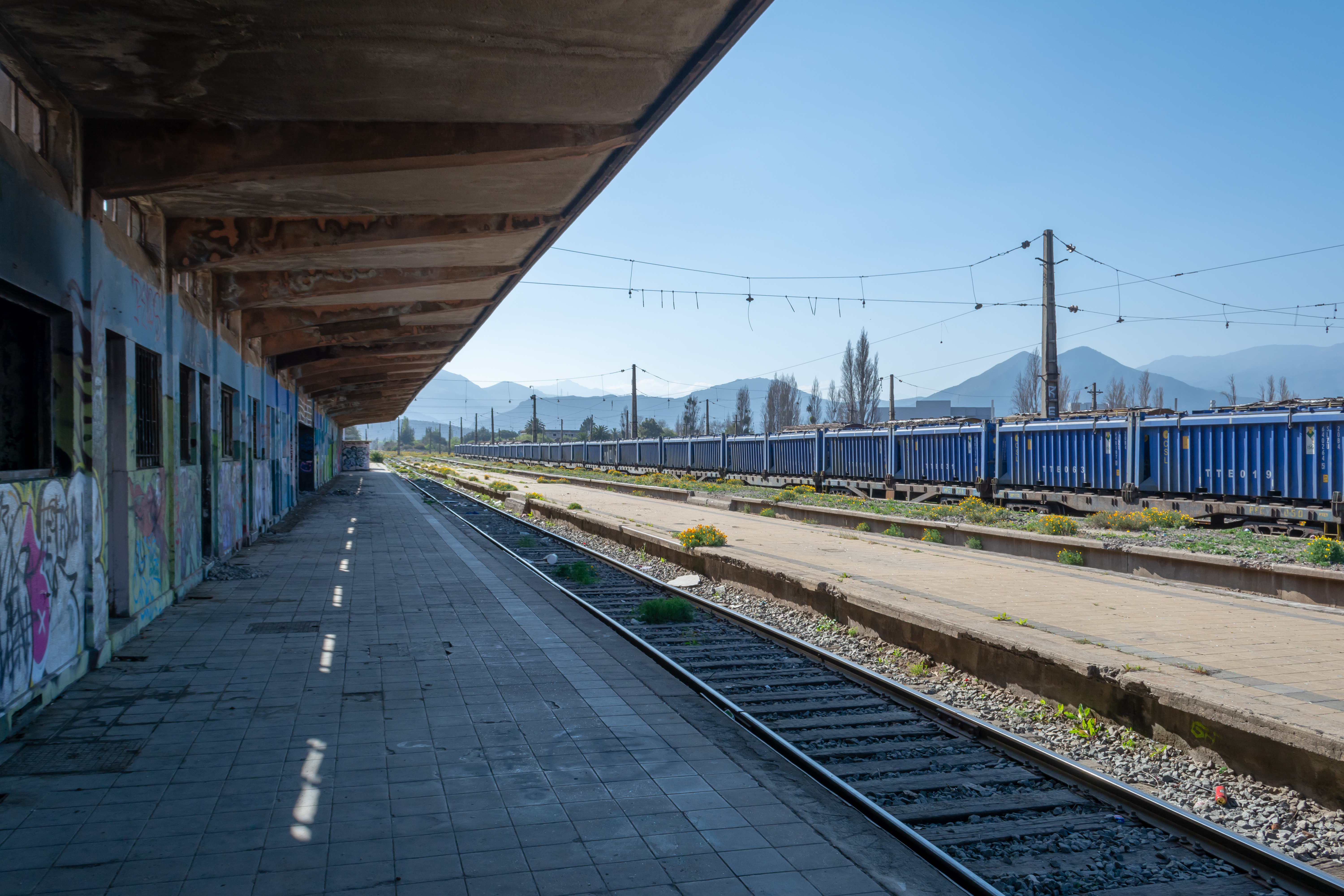
Estación Llay Llay.

Llay-Llay posee una ubicación estratégica dentro de la macrorregión Santiago-Valparaíso, ya que se encuentra a 85 km de distancia del centro de la ciudad de Santiago por la ruta 5 Norte, a 70 km del loteo industrial de Quilicura y entre este barrio industrial y el parque industrial de Llay-Llay, existen 65 km por la misma vía.
Estas distancias se acortaron aún más en términos de tiempo a utilizar y seguridad con la ampliación de la ruta 5 Norte, que permite un tránsito veloz y expedito desde y hacia Santiago. Se ubica a 92 km de distancia de la ciudad de Valparaíso, (capital regional), por la carretera internacional, a 32 km de San Felipe y a 300 km de Mendoza.
Por la misma ruta 5 Norte, la entrada sur de Llay-Llay nace en el kilómetro 66 (La Cumbre) y finaliza la comuna en la boca oriente del corto túnel La Calavera, a la altura del kilómetro 94. Además, cuenta con una plaza de peaje caminero en Las Vegas, a 89 kilómetros de Santiago.

### Ferrocarril
El tren jugó un papel importante en la historia de Llay-Llay, en dónde en sus primeros días, la comuna experimentó un auge gracias al paso del ferrocarril, convirtiéndose en un importante nodo ferroviario por la existencia de la estación Llay Llay. Sin embargo, con el tiempo, el servicio de trenes en la zona disminuyó y finalmente cesó, impactando la dinámica local. Recientemente, se han anunciado planes para revivir los servicios ferroviarios en Llay-Llay. Estos incluyen la posible extensión del tren Santiago-Batuco y el proyecto del tren Santiago-Valparaíso, promovido por el presidente Gabriel Boric.
Otras estaciones en la comuna son la estación Enrique Meiggs, estación Las Vegas y estación Los Loros.

## Deportes

### Fútbol
La comuna de Llay-Llay ha tenido a tres clubes participando en los Campeonatos Nacionales de Fútbol en Chile.
- Unión de Llay-Llay (Tercera División 1981).
- Comercio de Llay-Llay (Tercera División 1983-1991/Cuarta División 1992 y 1996).
- Inducorn (Cuarta División 1993-1994).

## Medios de comunicación

### Radioemisoras

#### FM
- 94.5 MHz - Radio Ilusión
- 96.3 MHz - Radio Azúcar
- 101.9 MHz - Radio Dulce FM
- 107.7 MHz  -  Radio Sueña ( Comunitaria )

### Televisión

#### TDT
- 3.1 - TVN HD
- 3.2 - NTV
- 5.1 - Canal 13 HD
- 5.2 - T13 En Vivo
- 8.1 - Chilevisión HD
- 8.2 - UChile TV

### Canales locales que emiten señal por Cable Luxor
- TV MÁS (señal 65)